# Султанат Вахиди
Султанат Вахиди (араб. سلطنة الواحدي‎ Салтанат аль-Вахидийя) — арабское государство, существовавшее на территории нынешних мухафаз (провинций) Хадрамаут и Шабва в Южном Йемене с XVII века до 1830 года и в 1962—1967 годах. Во главе султаната стояла династия Аль-Вахиди.

## История
Султаны Аль-Вахиди известны с XVII века.
До 1830 года существовал  Вахидский Султанат Бальхаф (иногда просто Султанат Вахиди) со столицей Хаббан. В 1830 году, после периода правления султана Абдаллаха бин Ахмада аль-Вахиди (1810—1830), единый султанат был поделён между его родственниками на четыре части:
1. Султанат Вахиди Бальхаф
2. Султанат Вахиди Аззан со столицей Аззан
3. Вилайет Вахиди Бир Али Амакин
4. Султанат Вахиди Хаббан.

После этого начался постепенный обратный процесс: уже 4 мая 1881 года, когда во главе Султаната Вахиди Бальхаф стал султан Абдалла Умар, султанаты Вахиди Аззан и Вахиди Бальхаф объединились в одно государство Бальхаф ва Аззан Аль-Вахиди. 

#### Под британским управлением
В XIX веке государства Вахиди начинают входить в сферу британских интересов в Южной Аравии. В 1888 году объединённый султанат Бальхаф ва Аззан Аль-Вахиди, подписав с Великобританией договор о защите, вошел в состав британского Протектората Аден до 1917 года.

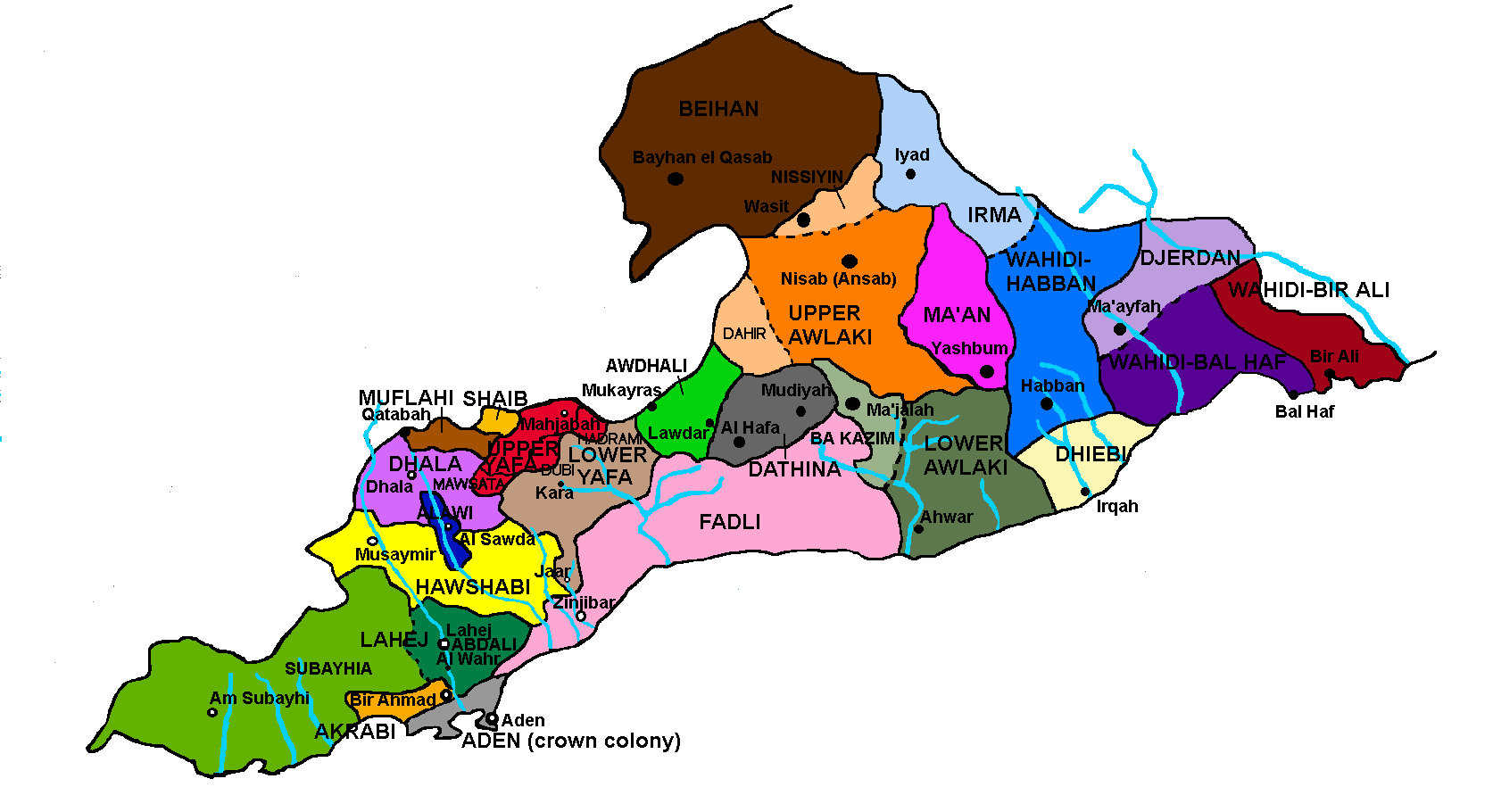
Карта Западного Аденского протектората

В 1895 году в состав этого протектората вошел вилайет Вахиди Бир Али Амакин, а в 1888 году — султанат Вахиди Хаббан. 
Султанаты Вахиди был частью Западного Аденского протектората с 1917 по 1937 год, а затем Восточного протектората Аден с1937 по 1961 год.
К 1962 году султану султаната Бальхаф ва Аззан Насир бин Абдаллах аль-Вахиди (1948—1967) удалось объединить под своей верховной властью все государства Вахиди в единый султанат, 23 октября 1962 года объединённое государство приняло историческое название — Султанат Вахиди.
В 1962 году территория султаната Вахиди, кроме вилайета Вахиди Бир Али Амакин, вошла в состав учреждённой британцами Федерации Южной Аравии, а территория Вахиди Бир Али Амакин была включена в британский Протекторат Южной Аравии.
В 1967 году монархия в Вахиди была упразднена, а территория государства вошла в состав Народной Республики Южного Йемена.

## Списки правителей Вахиди

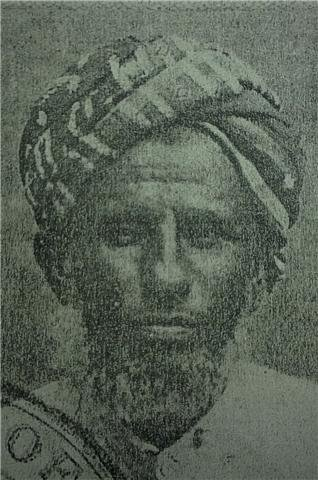
Султан Бир Али Амакин Насир бин Талиб аль-Вахиди (1916—1940)

### Султаны и хакимы Вахиди (?—1830,1962—1967) и Бальхаф ва Аззан Аль-Вахиди (1881—1962)
- ок. 1640—1670 гг. султан Салих I бин Насир аль-Вахиди
- ок. 1670—1706 гг. султан Хади I бин Салих аль-Вахиди
- 1706—1766 гг. султан Хасан бин Хади аль-Вахиди
- 1766—1771 гг. султан Хусейн бин Хасан аль-Вахиди
- 1771—1771 гг. султан Саид бин Хасан аль-Вахиди
- 1771—1810 гг. султан Ахмад бин Хади аль-Вахиди
- 1810—1830 гг. султан Абдаллах I бин Ахмад аль-Вахиди
- 1881—1885 гг. султан Абдаллах II бин Умар аль-Вахиди
- 1885—1892 гг. султан Хади II бин Салих аль-Вахиди
- 1892—1893 гг. султан Мухсин I бин Салих аль-Вахиди
- 1893—1904 гг. султан Салих II бин Абдаллах аль-Вахиди
- 1904—1919 гг. султан Мухсин I бин Салих аль-Вахиди
- 1919—1948 гг. султан Али I бин Хусейн аль-Вахиди
- 1948—1948 гг. султан Али II бин Мухсин аль-Вахиди
- 1948—19.02.1967 гг. султан Насир бин Абдаллах аль-Вахиди
- 20.02.—08.1967 г. хаким Али III бин Мухаммад бин Саид аль-Вахиди

### Султаны Вахиди Бальхаф, Вахиди Аззан, Вахиди Бир Али Амакин, Вахиди Хаббан
- 1830—? гг. султан Насир бин Ахмад аль-Вахиди
- ?—? гг. султан Ахмад бин Насир аль-Вахиди
- ?—1881 гг. султан Умар бин Хусейн аль-Вахиди

- 1830—? гг. султан Али бин Ахмад аль-Вахиди
- 1850—1870 гг. султан Мушин бин Али аль-Вахиди
- 1870—1885 гг. султан Абдаллах бин Умар аль-Вахиди
- 15.01.—30.01.1885 г. султан Абдаллах бин Салих аль-Вахиди

- 1830—? гг. султан Абдаллах бин Талиб аль-Вахиди
- 1842—1875 гг. султан Хади бин Талиб аль-Вахиди
- 1875—1880 гг. султан Талиб бин Хади аль-Вахиди
- 1880—1893 гг. султан Мухсин бин Салих аль-Вахиди
- 1893—1916 гг. султан Салих бин Ахмад аль-Вахиди
- 1916—1940 гг. султан Насир бин Талиб аль-Вахиди
- 1940—1955 гг. султан Алави I бин Мухсин аль-Вахиди
- 1955—1967 гг. султан Алави II бин Салих аль-Вахиди

- 1830—1840 гг. султан Хусейн I бин Ахмад аль-Вахиди
- 1850—1870 гг. султан Абдаллах бин Хусейн аль-Вахиди
- 1870—1877 гг. султан Ахмад бин Хусейн аль-Вахиди
- 1877—1881 гг. султан Салих бин Ахмад аль-Вахиди
- 1881—1885 гг. междуцарствие
- 1885—1919 гг. султан Насир бин Салих аль-Вахиди
- 1919—? гг. султан Хусейн II бин Али аль-Вахиди
- ?—1967 гг. султан Хусейн III бин Абдаллах аль-Вахиди